# Ультразвук (фільм, 2021)
Ультразвук — американський науково-фантастичний фільм 2021 року, знятий і продюсований Робом Шредером у його дебютному повнометражному режисерському фільмі. Заснований на коміксі Конора Стехшульте «Generous Bosom».

## Про фільм
Коли Глен повертається додому пізно ввечері під час сильного дощу, його машина ламається. Помітивши будинок неподалік, він стукає в двері, і його вітають привітний чоловік середніх років Артур та його молодша дружина Сінді. Наливаючи йому напої, вони роблять незвичайну пропозицію. Відбувається секс чоловіка із одруженою жінкою. Це призводить до того, що вони ставлять під сумнів свою розсудливість.

## Знімались
| Актор             | Роль         |
| ----------------- | ------------ |
| Вінсент Картайзер | Глен         |
| Челсі Лопес       | Сінді        |
| Бріда Вул         | Шеннон       |
| Тунде Адебімпе    | Коннерс      |
| Рейні Квеллі      | Кейті        |
| Боб Стефенсон     | Арт          |
| Джім Бовен        | Андервуд     |
| Портер Дуонг      | Джулія       |
| Давіда Вільямс    | Стефані      |
| Крістофер Гартін  | Алекс Гарріс |